# Daniel Agger
Daniel Munthe Agger, född 12 december 1984 i Hvidovre, är en före detta professionell dansk fotbollsspelare som spelade för Brøndby IF och Liverpool FC. Agger växte upp i Bröndby med sina föräldrar Anders och Lisa Agger; fadern har andra barn i ett tidigare äktenskap.
Agger startade sin seniorkarriär i det danska superligalaget Brøndby i juli 2004 och vann med dem den danska superligaen 2005. 2006 köpte Liverpool Agger för 5,8 miljoner pund och han blev då den dyraste spelaren att gå från ett danskt lag till ett utländskt lag.
Daniel Agger knäade ut sin egen tand i en match mot Bolton när det var halt och räddade samtidigt ett mål för Liverpool.
Under sommarfönstret 2014 återvände Daniel Agger till Brøndby. Han spelade två säsonger i föreningen innan han sommaren 2016 avslutade sin karriär i en ålder av blott 31 år. Idag är han delägare i Tattoodo.
Daniel Agger är kusin till Nicolaj Agger.

## Meriter

### Klubb
Brøndby IF
- Superligaen: 2004/2005
- Danska cupen: 2004/2005

 Liverpool FC
- Community Shield: 2006
- Engelska Ligacupen: 2011/2012

### Individuellt
- Årets fotbollsspelare i Danmark: 2007, 2012